# Red Bull X2010

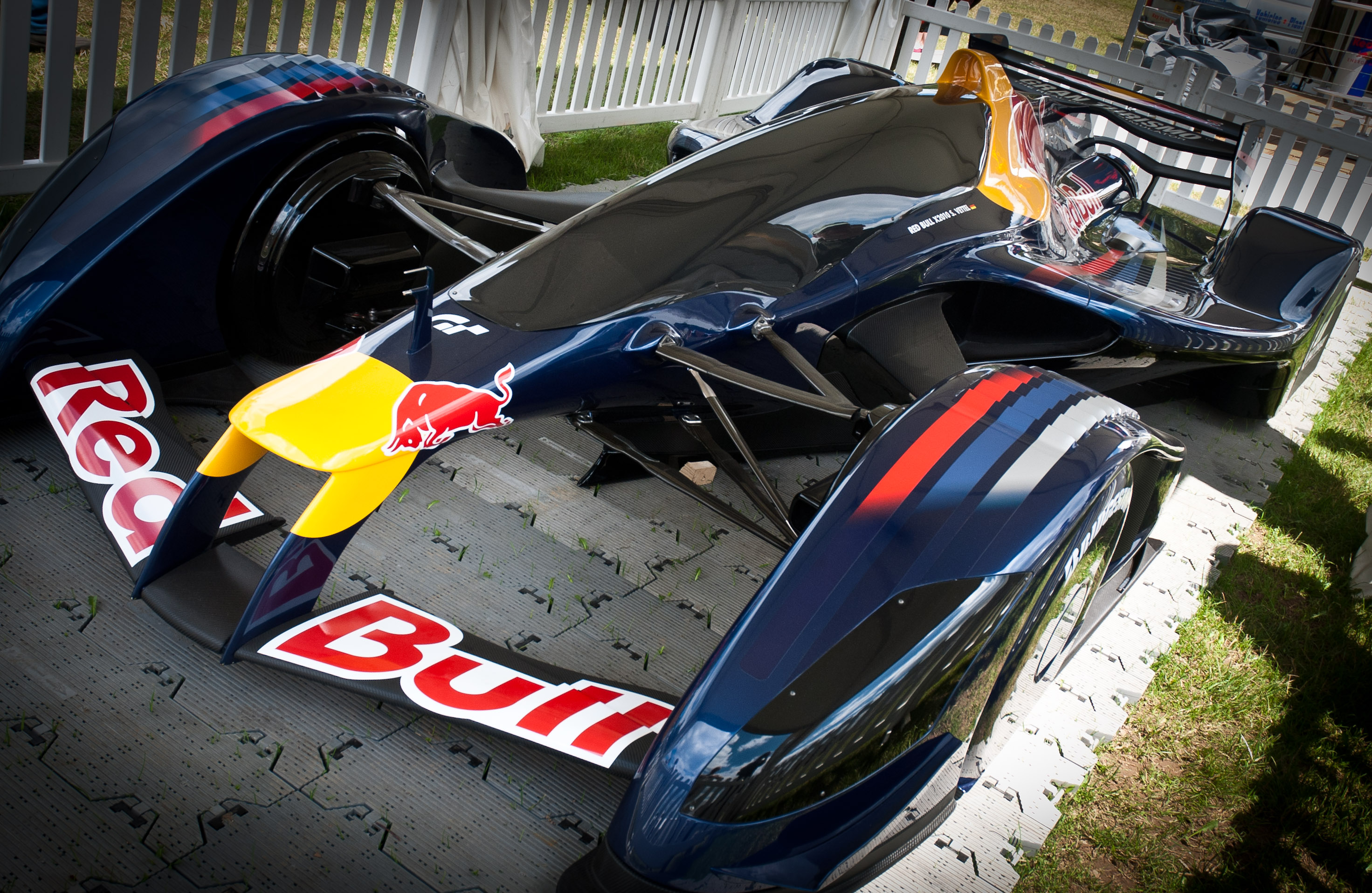
Макет Red Bull X2010 в натуральную величину на Гудвудском фестивале скорости 2011 года

Red Bull X2010 (первоначальное название — Red Bull X1) — модель спортпрототипа, представленная в играх Gran Turismo 5 и Gran Turismo 6  для PlayStation 3 и послужившая ответом на вопрос Кадзунори Ямаути: «Как бы выглядел самый быстрый автомобиль на планете, если его построить без привязки к каким-либо правилам или техническим требованиям, каковы были бы ощущения от управления им и насколько быстрым он бы стал?». Прототип был разработан студией Polyphony Digital совместно с техническим директором команды Red Bull Racing Эдрианом Ньюи. Отличительными особенностями Red Bull X2010 являются закрытые колеса и отводящий воздух из-под днища «вентилятор», позволяющий тем самым заметно повысить уровень прижимной силы. Компанией Red Bull для демонстраций была построена модель X2010 в натуральную величину. Несмотря на то, что, по заверениям Ньюи, прототип вполне реально воплотить в жизнь, на постройку такого гиперкара потребуется очень много денежных средств.

## Обзор

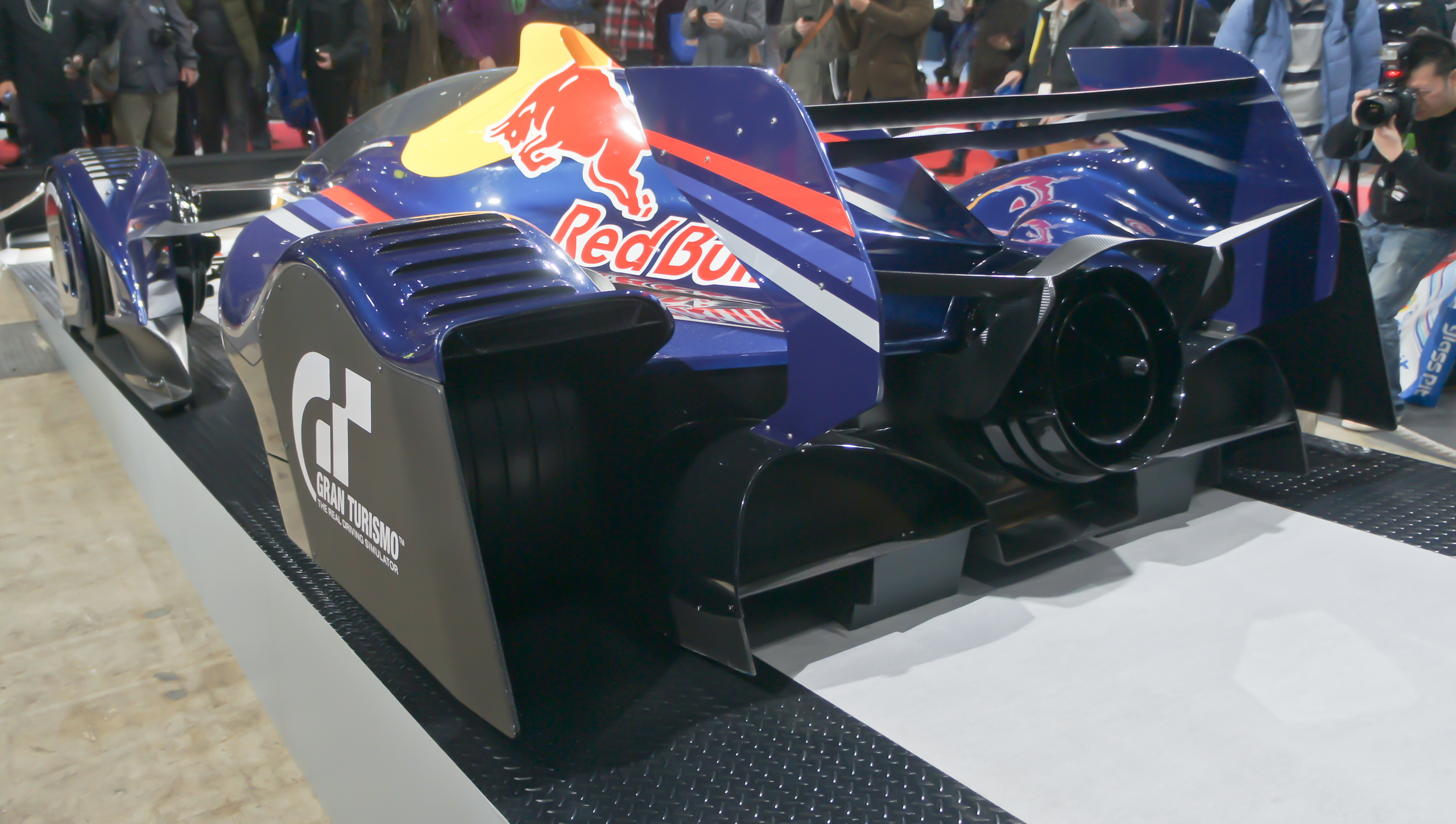
Вентилятор на Red Bull X2010

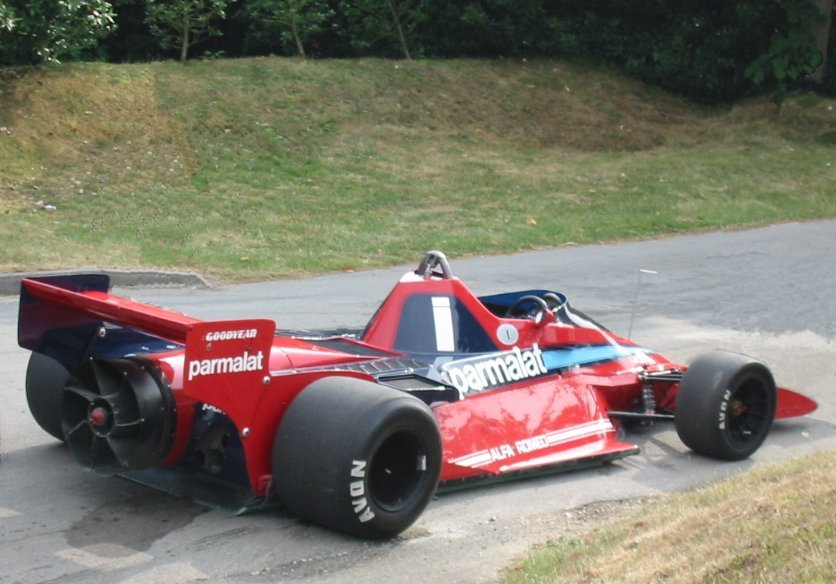
Вентилятор на Brabham BT46B

X2010 основан на идее создания «быстрейшего автомобиля на земле» и был разработан студией Polyphony. Однако Ямаути хотел, чтобы он получился максимально реалистичным, поэтому решил привлечь к созданию опытного проектировщика автомобилей. К работе над амбициозным проектом был приглашён один из самых успешных конструкторов в истории автоспорта, Эдриан Ньюи, который доработал прототип до конечного результата.
X2010 представляет собой монопост с закрытыми кокпитом и колёсами, оснащённый 1400-сильным двигателем, максимальная скорость которого в теории достигает 400 км/ч (249 миль в час). Закрытость конструкции наделяет прототип огромной прижимной силой, что позволяет ему сохранять высокую скорость в «медленных» поворотах. Ньюи понравились наброски Polyphony, поэтому он не стал вносить в первоначальную модель сильные изменения. Он доработал X2010 и внёс в конструкцию техническое решение, некогда использовавшееся в Формуле-1, но впоследствии запрещённое. В 1978 году на Гран-при Швеции команда Brabham представила модификацию болида Brabham BT46B, оснащённую устройством, похожим на вентилятор. Гордон Марри спроектировал устройство, управляемое сложным рядом сцеплений, располагавшихся от двигателя к одному большому вентилятору позади болида. Таким образом, чем выше были обороты двигателя, тем больше становился засасывающий эффект. По бокам болида были установлены эластичные «юбки», которые сокращали расстояние между сторонами автомобиля и гоночным полотном. Это предотвращало засасывание воздуха в область с низким давлением под болидом и рассеивание граунд-эффекта. Перед тем, как такое решение запретили, Brabham BT46B поучаствовал лишь в одной гонке и выиграл её. Использование такой системы в конструкции X2010 позволяет заметно повысить уровень прижимной силы и сделать его почти постоянным, вне зависимости от скорости и траектории. Таким образом, прототип совмещает в себе способности развивать огромную скорость на прямых и проявлять невероятную управляемость в поворотах. Вместе с тем, гонщик за рулём такого агрегата испытывает огромные перегрузки, достигающие значения 6g.
Результат получился ошеломляющим. X1 (X2010) — это эволюция. В её дизайне использованы нынешние технологии в оптимальной пропорции. Этот проект может стать будущим гонок, в котором у нас не будет ограничений, но он достижим уже сегодня.Эдриан Ньюи
Себастьян Феттель протестировал X2010 на гоночном симуляторе. Время, показаное им за рулём прототипа на автодроме Сузука, превзошло почти на 20 секунд его результат, показанный чуть раньше в Гран-при на болиде Формулы-1.
В конце ноября 2010 года на презентации Gran Turismo 5 в Мадриде была впервые представлена модель X2010 в натуральную величину, построенная специалистами IDC Models.

### Технические характеристики
| Конфигурация двигателя       | V6 с двойным турбонаддувом |
| Объём двигателя              | 3000 см³                   |
| Мощность двигателя           | 1483 л. с. (брутто)        |
| Макс. крутящий момент        | 713 Н·м                    |
| Макс. скорость               | свыше 450 км/ч             |
| Подвеска                     | Полностью активная         |
| Разгон от 0 до 60 миль в час | 1,4 с                      |
| Масса                        | 545 кг 615 кг (с топливом) |
| Высота                       | 0,98 м                     |
| Длина                        | 4,75 м                     |
| Ширина                       | 2,18 м                     |
| Колёсная база                | 2,9 м                      |
| Передняя колея               | 1,85 м                     |
| Задняя колея                 | 1,78 м                     |
| Источник:                    |                            |

## X2011
В составе DLC к игре под названием «Racing Car» был выпущен доработанный прототип с индексом X2011. Red Bull X2011 отличается от предшественника более широким задним антикрылом, изменёнными боковыми понтонами и меньшим весом. Также видоизменился так называемый «вентилятор». Всё это позволило улучшить аэродинамические свойства и повысить максимальную скорость прототипа. Однако перегрузки также возросли до 8g. Время, показанное X2011 на 20-километровом участке Нюрбургринга «Северная петля» приближается к трём минутам.

## X2014
Для 6-й части серии был разработан Red Bull X2014. В игре доступны три его модификации: Fan, Standard и Junior. Многие автомобильные издания поставили под сомнение возможность человека управлять столь мощной моделью.